# Бешпельтир
Бешпельти́р — село в Чемальском муниципальном районе Республике Алтай России, административный центр Бешпельтирского сельского поселения.

## География
Село расположено в долине реки Катуни, к югу от Горно-Алтайска, в месте, где реки Колбажак и Элюнга сливаются, образуя реку Узнезя, которая в районе села Узнезя впадает в Катунь.

## Население
| 2010 | 2011 | 2012 | 2013 | 2014 | 2015 | 2016 |
| ---- | ---- | ---- | ---- | ---- | ---- | ---- |
| 457  | ↗458 | ↘455 | ↗479 | ↘472 | ↗481 | ↘480 |
| 2017 | 2018 | 2019 | 2020 | 2021 |      |      |
| ↘472 | ↘465 | ↘429 | ↘426 | ↗463 |      |      |

## Исследования ДНК местных жителей
В работе Kharkov et al. (2007) было определено, что 25 из 43 протестированных человек из Бешпельтира (58%) обладают Y-хромосомной гаплогруппой R1a1a-M17, у четырёх человек — O2-M122, у трёх — F-M89 (XG-M201, I-M170, J-12f2, K-M9), по два человека — J2-M172, N1a2b-P43 (ранее N1b, N1c2b), Q-M242 (XM25, M3), по одному человеку — DE-M1 (XD-M174), I1-M253, I2a1-P37, N1c1a-M178, P-92R7.